# Rosema tanampaya
Rosema tanampaya är en fjärilsart som beskrevs av Max Wilhelm Karl Draudt 1934. Rosema tanampaya ingår i släktet Rosema och familjen tandspinnare. Inga underarter finns listade.